# Inland (альбом Jars of Clay)
Inland — одиннадцатый студийный альбом американской христианской рок-группы Jars of Clay, вышедший 27 августа 2013 года с помощью лейбла Gray Matters. Альбом был спродюсирован Такером Мартином на студии Flora Recording & Playback в Портленде, штат Орегон. Он добился значительных успехов в чартах и получил признание критиков. Он был номинирован на премию GMA Dove Awards в категории «Рок/Современный альбом года».

## Отзывы
| Оценки критиков                 | Оценки критиков |
| Источник                        | Оценка          |
| ------------------------------- | --------------- |
| CCM Magazine                    | [ 7 ]           |
| The Christian Manifesto         | [ 8 ]           |
| The Christian Music Review Blog | [ 9 ]           |
| CM Addict                       | [ 10 ]          |
| Indie Vision Music              | [ 11 ]          |
| Jesus Freak Hideout             | [ 12 ]          |
| Louder Than the Music           | [ 13 ]          |
| New Release Tuesday             | [ 14 ]          |
| The Phantom Tollbooth           | [ 15 ]          |
| The Phantom Tollbooth           | [ 16 ]          |
| The Phantom Tollbooth           | [ 17 ]          |

Альбом получил положительные отзывы музыкальных критиков и интернет-изданий.
Энди Аргиракис из CCM Magazine рассказал, что «группа продолжает расширять творческие и лирические границы одиннадцать альбомов спустя. Вместо того чтобы идти по безопасному и лёгкому пути радиостанций, группа обращается к продюсеру Такеру Мартину […] для дружественного хипстерам путешествия по мелодичным поп-сокровищам, которые откровенно обсуждают жизненные эмоции в неопределённые времена». На New Release Tuesday Кевин Дэвис отметил альбом за его «красоту и прозрачность» и заявил, что этот релиз "это «все, чем он должен был быть». Роджер Гелвикс из Jesus Freak Hideout назвал альбом «необходимым для прослушивания», что релиз «демонстрирует, что самобытность группы заключается в оживляющих переменах», а то, что группа «остаётся невероятно увлекательной» в своём музыкальном долголетии, делает это «ещё более впечатляющим». Кроме того, Гелвикс отметил этот альбом как «оригинальный в своей основе и основанный на практическом опыте». На сайте Indie Vision Music Ян Занди сказал, что «поставил бы эту запись в один ряд с их классическим альбомом под их собственным названием и The Long Fall Back to Earth».
Берт Гангл из The Phantom Tollbooth заявил, что "Inland — это «абсолютно блестящее художественное заявление и, возможно, самое убедительное произведение группы на сегодняшний день». Inland, наконец, сравнялся с эпохальным дебютом квартета и занял место нового эталона, по которому следует измерять все его последующие работы. Дерек Уокер из The Phantom Tollbooth сказал, что «Inland не вполне соответствует просторной красоте их дебюта или насыщенным синтезатором сложным слоям The Long Fall Back to Earth, оба из которых являются 5-Tock [пятизвёздочными] работами, но это мелодичная, богатая лирическими образами работа, которая удаётся и как введение в группу, и как удовлетворительное дополнение к их канону для давних поклонников». Кроме того, Скотт Мертенс из The Phantom Tollbooth считает, что «красота Inland в том, как независимые песни сливаются воедино, создавая историю. Это признак прекрасного произведения искусства. В целом, послание не только сохраняется, но и приобретает больший смысл».

## Список композиций
Слова и музыка всех песен — Jars of Clay, кроме обозначенных.
| №                   | Название                   | Автор(ы)                     | Длительность |
| ------------------- | -------------------------- | ---------------------------- | ------------ |
| 1.                  | «After the Fight»          |                              | 4:32         |
| 2.                  | «Age of Immature Mistakes» |                              | 3:53         |
| 3.                  | «Reckless Forgiver»        |                              | 3:52         |
| 4.                  | «Human Race»               |                              | 3:57         |
| 5.                  | «Love in Hard Times»       |                              | 4:31         |
| 6.                  | «Pennsylvania»             |                              | 4:33         |
| 7.                  | «Loneliness & Alcohol»     |                              | 4:45         |
| 8.                  | «I Don't Want to Forget»   |                              | 3:49         |
| 9.                  | «Fall Asleep»              |                              | 4:41         |
| 10.                 | «Skin & Bones»             |                              | 3:52         |
| 11.                 | «Left Undone»              |                              | 3:58         |
| 12.                 | «Inland»                   | Nathan Barlowe, Jars of Clay | 4:13         |
| Общая длительность: | Общая длительность:        | Общая длительность:          | 50:36        |

## Чарты
| Чарт (2013)                        | Высшая позиция |
| ---------------------------------- | -------------- |
| США (Billboard 200)                | 70             |
| США (Billboard Christian Albums)   | 2              |
| США (Billboard Independent Albums) | 14             |
| США (Billboard Top Rock Albums)    | 20             |